# Jan Wouters
Pour les articles homonymes, voir Wouters.
Jan Wouters est un footballeur international néerlandais, né le 17 juillet 1960 à Utrecht aux Pays-Bas. Grand joueur de l'Ajax Amsterdam avec 178 matchs joués pour 24 buts, il part au Bayern Munich pour deux saisons, avant de revenir aux Pays-Bas, au PSV Eindhoven et de prendre sa retraite de joueur en 1996. Il fait partie du Club van 100. En sélection nationale, il a joué 70 matchs pour les Pays-Bas et a marqué quatre buts. Il a remporté le Championnat d'Europe de football 1988, figurant même dans l'équipe-type du tournoi.
Il a commencé sa carrière d'entraîneur en 1996, en étant entraîneur-adjoint du FC Utrecht. Il passa par plusieurs clubs, en tant qu'entraîneur-adjoint ou entraîneur des jeunes, comme les Glasgow Rangers ou les Pays-Bas durant l'Euro 2004. Il fut l'entraineur principal de l'Ajax Amsterdam, du PSV Eindhoven et du FC Utrecht. Il est actuellement l'entraineur des jeunes de Kasımpaşa Spor Kulübü, club de première division turque.

## Biographie

### Joueur
Jan Wouters signe son premier contrat professionnel en 1980 avec le FC Utrecht, le club de sa ville natale. Il jouera dans ce club sept saisons et remporte son premier trophée professionnel en 1985, la Coupe des Pays-Bas. 
En 1986, Johan Cruijff, l'entraîneur de l'Ajax Amsterdam arrive à convaincre Wouters de signer chez son club, à la plus grande surprise des supporters. Mais Wouters arrive rapidement à s'intégrer dans l'équipe et à faire le bonheur des fans de l'Ajax. C'est avec ce club qu'il atteint son âge d'or, en remportant Coupe des Pays-Bas en 1987, la Coupe d'Europe des vainqueurs de coupe de football la même année, et le Championnat des Pays-Bas en 1990.
Jan Wouters joue au Bayern de Munich de 1991 à 1994 en première division (Bundesliga) et obtenait le titre de champion d'Allemagne durant la saison 1993-1994, jouant 66 matches et marquant 6 buts. Ensuite, il est transféré au PSV Eindhoven, où il finit sa carrière en 1996, après avoir remporté une troisième et dernière fois la Coupe des Pays-Bas.
Wouters a joué 70 matches internationaux avec les Pays-Bas (4 buts) et devenait champion d'Europe en 1988. Il fut aligné dans l'équipe-type du tournoi, comme cinq de ses compatriotes.
Lors d'un match de qualification pour la Coupe du monde 1994, contre l'Angleterre, en 1993, Wouters, alors capitaine des Pays-Bas, blesse son adversaire Paul Gascoigne, ce qui lui vaudra le surnom de Mister Elbow (Monsieur Coude en français), même si le geste n'était pas intentionnel selon Wouters.

### Entraîneur
En 1998, il commence sa carrière d'entraîneur, avec l'un des clubs les plus prestigieux du Championnat des Pays-Bas de football, l'Ajax Amsterdam. Il y restera deux saisons avant d'être viré par le club, à cause de résultats décevants.
En 2001, il s'exile en Écosse, où il devient entraîneur-adjoint, derrière Dick Advocaat, des Glasgow Rangers. Le champion d'Europe 1988 intègre le staff des Pays-Bas, à l'occasion de l'Euro 2004.
Après avoir dirigé le PSV Eindhoven en 2007-2008 dans une position d’intérim, Wouters devient entraîneur-adjoint du Football Club Utrecht. En octobre 2011, Jan Wouters devient l'entraîneur principal du Football Club Utrecht, d'abord en intérim, puis est confirmé à son poste. Il démissionne trois années plus tard,.
Après avoir entrainé les plus grands clubs néerlandais, Wouters s'exile en Turquie, où il devient entraîneur des jeunes joueurs du Kasımpaşa SK, club de première division du Championnat de Turquie de football.

## Carrière

### Joueur
- Football Club Utrecht : 1980-1986
- Ajax Amsterdam : 1986-1991
- Bayern Munich : 1991-1994
- PSV Eindhoven : 1994-1996

### Entraîneur
- FC Utrecht - Adjoint : 1996-1997
- Ajax Amsterdam - Jeunes : 1998-2000[14]
- Ajax Amsterdam - 49 matchs (37 en championnat) :  1998-2000
- Glasgow Rangers - Adjoint : 2001-2006
- Pays-Bas - Adjoint : 2004
- PSV Eindhoven - Adjoint : 2006-2009
- PSV Eindhoven - 33 matchs (24 en championnat) : 2007[14]
- FC Utrecht - Adjoint : 2009-2011
- FC Utrecht - 104 matchs (93 en championnat) : 2011-2014[14]
- Kasımpaşa SK - Jeunes : 2014-

## Palmarès joueur

### En club
- Vainqueur de la Coupe d'Europe des Vainqueurs de Coupe en 1987 avec l'Ajax Amsterdam
- Champion des Pays-Bas en 1990 avec l'Ajax Amsterdam
- Champion d'Allemagne en 1994 avec le Bayern Munich
- Vainqueur de la Coupe des Pays-Bas en 1985 avec le FC Utrecht, en 1987 avec l'Ajax Amsterdam et en 1996 avec le PSV Eindhoven
- Finaliste de la Supercoupe d'Europe en 1987 avec l'Ajax Amsterdam
- Finaliste de la Coupe d'Europe des Vainqueurs de Coupe en 1988 avec l'Ajax Amsterdam
- Vice-champion des Pays-Bas 1987, en 1988, en 1989, en 1991, en 1992 avec l'Ajax Amsterdam et en 1996 avec le PSV Eindhoven
- Vice-champion d'Allemagne en 1993 avec le Bayern Munich
- Finaliste de la Coupe des Pays-Bas en 1982 avec le FC Utrecht

### EnÉquipe des Pays-Bas
- 70 sélections et 4 buts entre 1982 et 1994
- Champion d'Europe des Nations en 1988
- Participation au Championnat d'Europe des Nations en 1988 (Vainqueur) et en 1992 (1/2 finaliste)
- Participation à la Coupe du Monde en 1990 (1/8 de finaliste) et en 1994 (1/4 de finaliste)

### Distinctions individuelles
- Élu meilleur footballeur néerlandais de l'année d'Eredivisie en 1990[2] par Voetbal International
- Membre de l'équipe-type du Championnat d'Europe des Nations en 1992
- Membre de l'équipe-type de Bundesliga en 1993 par Kicker Sportmagazin
- Membre du Club des 100

## Palmarès entraîneur
- Champion des Pays-Bas en 2008 avec le PSV Eindhoven
- Vainqueur de la Coupe des Pays-Bas en 1999 avec l'Ajax Amsterdam